# Christof Schauwecker
Christof Schauwecker (* 22. September 1986) ist ein Schweizer Politiker (Grüne).

## Leben
Christof Schauwecker machte eine Ausbildung zum Agronom und arbeitet als Bioinspekteur bei bio.inspecta AG. Er lebt in Solothurn.

## Politik
Schauwecker ist Mitglied des dreissigköpfigen Gemeinderates (Exekutive) der Stadt Solothurn. Er ist Präsident des Ausschusses für Geschäftsprüfung und vom Gemeinderat gewähltes Vorstandsmitglied des Vereins Altes Spital.
Seit 2017 ist Christof Schauwecker Mitglied des Solothurner Kantonsrates, wo er der Umwelt-, Bau- und Wirtschaftskommission angehört und das Amt des Stimmenzählers innehat.
Christof Schauwecker war Geschäftsleitungsmitglied der Jungen Grünen Schweiz und Co-Präsident der Grünen Kanton Solothurn.